# Crucifix de San Gimignano
Le Crucifix de San Gimignano  est une croix peinte en  tempera et or sur bois réalisée par Coppo di Marcovaldo  vers  1261 et  conservée au musée civique de San Gimignano.

## Description
Le crucifix est de style Christus patiens, représentant le « Christ mort résigné » (kénose) de la représentation orientale (byzantine) montrant les déformations dues aux sévices infligés :
- face tournée, émaciée, saisie par la mort dans une pose sereine;
- yeux fermés du  masque mortuaire;
- affaissement du corps;
- plaies saignantes (mains, pieds et flanc).

Des scènes de la Passion du Christ ou des personnages saints sont juxtaposés dans le chantournement de la croix :
Sur les tabellone des extrémités de la croix
- en cimaise : Ascension du Christ et dans le clipeus du dessus Le Rédempteur;
- à gauche : Marie et Jean;
- à droite : Les Femmes pieuses.

Dans  les panneaux latéraux  des flancs du Christ
Gauche (de haut en bas) :
- Arrestation du Christ
- Flagellation du Christ
- Préparation de la Croix

Droite (de haut en bas) :
- Jésus devant les grands prêtres
- Dérision du Christ
- Déposition de la Croix

## Sources
- La Peinture gothique italienne, collectif, Editeur De Lodi, 2011  (ISBN 9782846903745) p. 9